# Szél lengeti a fűzfákat
A Szél lengeti a fűzfákat (angolul: The Wind in the Willows) Kenneth Grahame skót író gyermekregénye, amely legelőször 1908-ban jelent meg. Vakond, Patkány és Borz kalandjairól szól, akik segíteni próbálnak Békának, miután az megszállottja lesz az autóknak és bajba kerül. A fő cselekményt rövid történetek szakítják meg, amelyek nem kapcsolódnak a fő narratívához. A regény alapját Grahame fiának, Alastairnek elmesélt esti meséi képezték.
Megjelenésekor a kritikusok negatívan fogadták, de később a brit irodalom klasszikusává vált. A BBC The Big Read felmérésében a 16. helyen szerepel, és számos alkalommal adaptálták színpadra és képernyőre egyaránt.

## Keletkezése
1899-ben, 40 évesen Kenneth Grahame feleségül vette Elspeth Thomsont, Robert William Thomson skót feltaláló lányát. A következő évben megszületett egyetlen gyermekük, egy Alastair nevű fiú (beceneve „Mouse”, vagyis Egér). Koraszülött, egyik szemére vak volt, és egész életében egészségügyi problémák gyötörték. Négyéves korától Grahame esti meséket mesélt neki, amelyek közül egyesek egy varangyról szóltak. Gyakori, egyedül töltött csónakázós nyaralásain további meséket írt az antropomorf Békáról, Vakondról, Patkányról és Borzról, majd levélben elküldte ezeket Alastairnek.
1908-ban Grahame korengedményes nyugdíjba vonult a Bank of England titkári pozíciójából. Feleségével és fiával egy régi tanyára költözött a Berkshire megyei Blewburyben. Ott az Alastairnek elmondott esti meséket használta a Szél lengeti a fűzfákat kéziratának alapjául.

### Ihlet
A könyv színhelye állítólag a cornwalli Lerryn falu. A Scotsman és az Oban Times szerint a helyszínt a Crinan-csatorna ihlette, mivel Grahame gyermekkorának egy részét Ardrishaigben töltötte.
Egy vélekedés szerint a történet ötlete akkor merült fel, amikor a szerző meglátott egy vízipockot a Pang folyó mellett a dél-angliai Berkshire-ban.
Peter Ackroyd azt állítja Thames: Sacred River könyvében, hogy a Cookham Deannél a Temze folyóval határos Quarry Wood ihlette a Vad Erdőt. Békavár (Toad Hall) alapjául az oxfordshire-i Mapledurham House szolgált, bár a Hardwick House és a Fawley Court épületekről is állítják ezt.
Simon Winchester azt javasolta, hogy Patkány karakterét Frederick Furnivall evezősről modellezzék. Grahame azonban maga állította, hogy ezt a karaktert jó barátja, Sir Arthur Quiller-Couch író ihlette. Grahame ezt egy dedikációban írta, egy példányban amelyet Foy Felicia Quiller-Couchnak, Sir Arthur lányának adott.

## Cselekmény
A tavasz beköszöntével és a kinti szép idővel a jó kedélyű Vakond tavaszi nagytakarításba kezd, de hamarosan beleun. Elhagyja földalatti otthonát, és a folyónál köt ki, amit még soha nem látott. Itt találkozik Patkánnyal, egy vízipocokkal, aki evezős csónakjával elviszi Vakondot egy körre. Jól kijönnek egymással, napokig csónakáznak, és Patkány folyóparti otthonában laknak. Közben Patkány megtanítja Vakondot a vízparti életmódra.
Egy nyári napon Patkány és Vakond elérkezik Békavárhoz (Toad Hall), ahol Béka lakik. Béka (az angol eredetiben Toad, vagyis varangy) gazdag, jókedvű, barátságos és jószívű, de néha arrogáns és meggondolatlan; rendszeresen megszállottjává válik különféle hóbortoknak, de rajongásai rövid ideig tartanak. Aktuális hóbortja a lovaskocsi, de amikor egy elhaladó autó megijeszti a lovat és árokba borítja a kocsit, Béka hirtelen az autók megszállottja lesz.
Egy havas téli napon Vakond a Vad Erdőbe (Wild Wood) megy, abban a reményben, hogy találkozik a titokzatos, de erényes és bölcs Borzzal. Eltéved az erdőben, megijed, és egy fa védelmet nyújtó gyökerei közé bújik. Patkány talál rá, a hó pedig közben szakadni kezd. Miközben bolyonganak, rátalálnak Borz házára, Borz pedig betessékeli őket nagy és hangulatos földalatti otthonába, meleg étellel és száraz ruhával látva el őket. Borz megtudja látogatóitól, hogy Béka hét autót tört össze, háromszor volt kórházban, és egy vagyont költött bírságokra. A tavasz beköszöntével megtiltják Békának, hogy elhagyja otthonát, de Béka betegnek tetteti magát és rászedi Borzot, így megszökik. Borz és Vakond továbbra is Békavárban lakik, abban a reményben, hogy Béka visszatér. Békát azonban autólopásért elfogják a rendőrök, és 20 év börtönre ítélik.
A börtönben Béka elnyeri a börtönőr lányának szimpátiáját, aki segít neki megszökni mosónőnek álcázva. A kalandok hosszú sorozata után visszatér Patkány otthonába. Patkány közli vele, hogy Békavárat a Vad Erdőből érkezett menyétek, hermelinek és görények vették birtokba, akik elűzték Vakondot és Borzot. Borz, Patkány, Vakond és Béka felfegyverkeznek és elűzik a betolakodókat, Béka pedig ünnepséget tart visszatérése alkalmából, de korábbi magatartásával ellentétben csendesen és alázatosan viselkedik. Később felkutatja és kárpótolja azokat, akiknek kárt okozott, és a négy barát boldogan él, míg meg nem hal.
A fő narratíván kívül a könyv több független novellát is tartalmaz Patkányról és Vakondról, mint például a találkozás Pán istennel, miközben Vidra fiát keresik (The Piper at the Gates of Dawn, A dudás a hajnal kapujában), vagy Patkány találkozását egy tengerjáró patkánnyal. Ezek többnyire a Béka kalandjait bemutató fejezetek között jelennek meg, és gyakran kimaradnak az átdolgozásokból és a dramatizálásokból.

## Főszereplők
- Vakond (Moley): független, félénk, megfontolt, otthonszerető állat, és a történet elsőként megismert szereplője. Félreeső otthonában megunja a tavaszi nagytakarítást, és kalandozni megy a nagyvilágba. Kezdetben megfélemlíti a folyópart mozgalmas életmódja, de sikerül alkalmazkodnia új barátja, Patkány segítségével. Van egy spontán ragyogó pillanata a Vad Erdőből érkezett betolakodók elleni trükkjével a Békavár visszafoglalásáért vívott csata előtt.
- Patkány (Ratty): valójában egy vízipocok; okos, kedves és barátságos. Élvezi a nyugodt életet; amikor nem a folyón tölti idejét, verseket ír. Nyugtalanítja, ha a megszokott rutinján kívül eső témákkal és törekvésekkel találkozik, de kitartóan hűséges; például az életét kockáztatja, hogy megmentse Vakondot a Vad Erdőben, és segít megszabadítani Békavárat a menyétektől. Patkány idealista, és költői gondolkodásmóddal rendelkezik, mélyebb értelmet, szépséget és intenzitást taláva azokban a helyzetekben, amelyeket mások gyakorlatiasabb szemmel látnak.
- Béka (Toady): Békavár gazdag sarja, aki vagyonát néhai apjától örökölte. Barátságos és jó szándékú, de hajlamos dicsekedni és felháborító kirohanásokat tenni. Hajlamos a rögeszmékre (mint például csónakozás, kocsikázás, autózás), de hamar megunja a hóbortokat és újakat keres. Autós őrülete egyfajta függőséggé fajul, ami miatt néhányszor kórházba kerül, végül pedig börtönbe zárják. A könyv két fejezete a börtönből való merész szökését mutatja be.
- Borz (Mr. Badger): határozott, de megfontolt karakter, a „bölcs remete” figuráját testesíti meg. Béka elhunyt apjának barátja, szigorú az éretlen Békához, és reméli, hogy végül a jó tulajdonságai felülkerekednek a hiányosságain. Egy hatalmas földalatti barlangban él, amelynek egy része egy római település maradványait tartalmazza. Rettenthetetlen és erős harcos, segít felszabadítani Békavárat.

## Kiadások

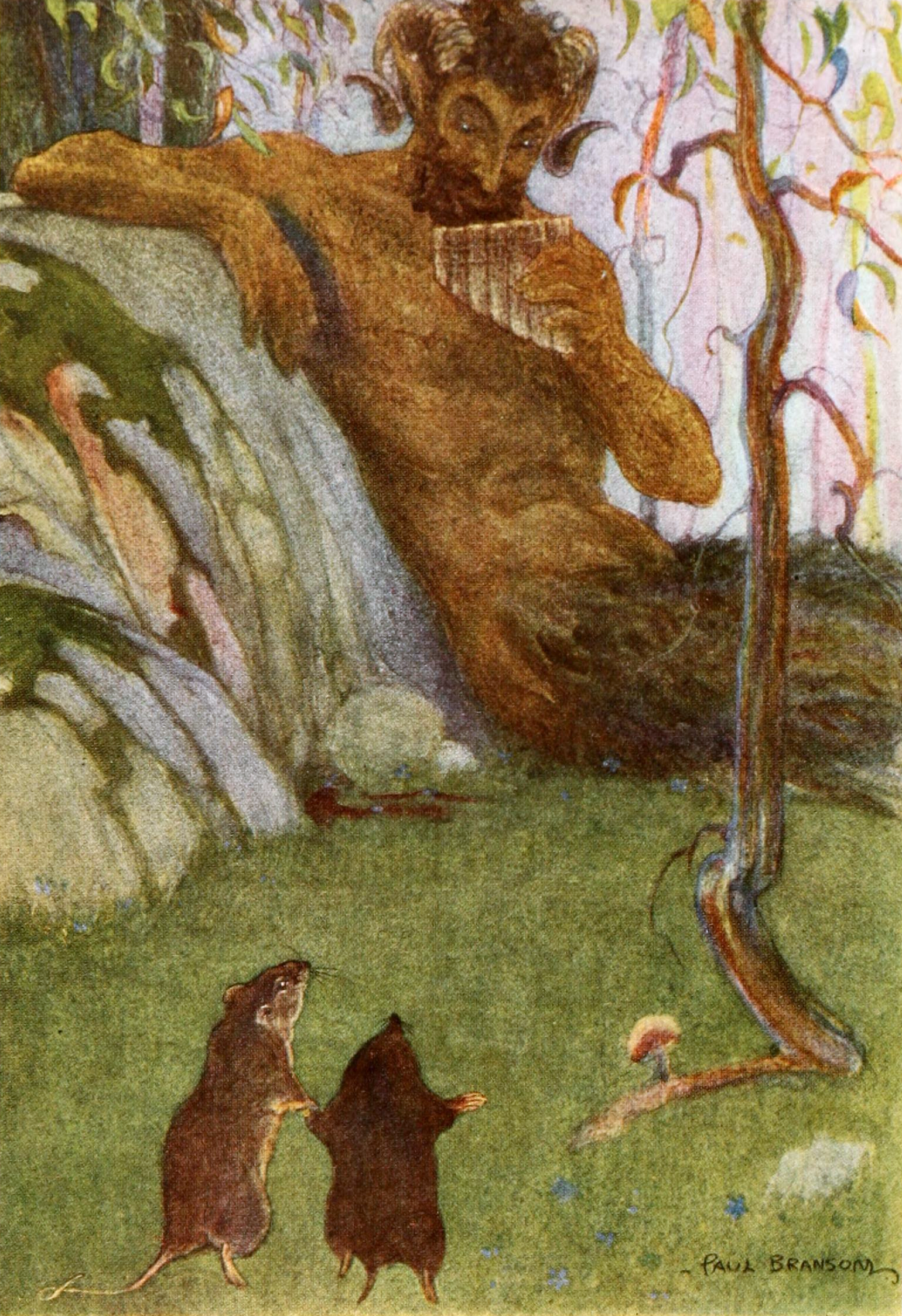
The Piper at the Gates of Dawn az 1913-as kiadáson

A könyv eredeti, 1908-as kiadása nem tartalmazott belső illusztrációkat, a fedőlapot Graham Robertson rajzolta. Az évek során számos illusztrált, átdolgozott, és elemzésekkel ellátott változat is megjelent. Nevezetes illusztrátorok: Paul Bransom (1913), Nancy Barnhart (1922), Wyndham Payne (1927), Ernest H. Shepard (1931), Arthur Rackham (1940), Richard Cuffari (1966), Tasha Tudor (1966), Michael Hague (1980), Scott McKowen (2005) és Robert Ingpen (2007).
- A Wyndham Payne által illusztrált 1927-es kiadásra jellemző a kanárisárga szín használata.
- A legnépszerűbb illusztrációk valószínűleg E. H. Shepard alkotásai, amelyek 1931-ben készültek. Grahame elégedett volt a kezdeti vázlatokkal, bár elhunyt mielőtt a kiadás elkészült volna.[13]
- A The Wind in the Willows volt az utolsó mű, amelyet Arthur Rackham illusztrált. A könyv posztumusz, limitált kiadásban látta meg a napvilágot 1940-ben az Egyesült Államokban. Az Egyesült Királyságban csak 1950-től adták ki Rackham-illusztrációkkal.
- Magyarul 1973-ban jelent meg legelőször Szemlér Ferenc fordításában, Szél lengeti a fűzfákat címen.[14]
- Patrick Benson 1994-ben újraillusztrálta a történetet, a HarperCollins pedig 1994-ben kiadta a William Horwood által írt folytatásokkal, a The Willows in Winter, Toad Triumphant és The Willows and Beyond könyvekkel együtt.
- 1995-ben Görög Lívia újrafordította magyarra Békavári uraság és barátai címen.[14]
- A Folio Society 2006-os kiadásában 85 illusztráció (35 színes) szerepel, Charles van Sandwyktől. Két évvel később készült egy díszes centenáriumi kiadás is készült. Az Egmont Press is készített egy centenáriumi változatot  2008-ban, amelyet E. H. Shepard rajzaival adtak ki.
- Michel Plessix képregényt írt a mű alapján, amely segített, hogy a francia olvasók is megismerjék a történetet. Ezt később lefordították angolra.

## Fogadtatás
Számos kiadó elutasította a kéziratot. Az Egyesült Királyságban a Methuen and Co., majd később az Egyesült Államokban a Scribner adta ki. A kritikusok fanyalogtak, mivel Grahame korábbi műveinek folytatását várták (The Golden Age és Dream Days önéletrajzi kötetei, amelyek gyermekkorát mutatták be). A közönség tetszését azonban elnyerte, az első kiadás hamar elfogyott és a következő években több utánnyomásra volt szükség. 1909-ben Theodore Roosevelt amerikai elnök elmondta Grahame-nak, hogy „elolvasta és újraolvasta, és a szereplőket régi barátként fogadta”.
A The Enchanted Places című könyvében Christopher Robin Milne így írt:

„A Szél lengeti a fűzfákat egy olyan könyv, amelyet mindannyian nagyon szerettünk és csodáltunk, és olvastuk vagy felolvastuk, újra és újra és újra. Ez a könyv bizonyos értelemben két különálló könyv egybefoglalva. Egyrészt vannak azok a fejezetek, amelyek Béka kalandjaival foglalkoznak; másrészt azok, amelyek az emberi érzelmeket vizsgálják - a félelem, a nosztalgia, az áhítat, a vágy érzéseit. Anyámat a második csoport vonzotta, közülük a The Piper at the Gates of Dawn volt a kedvence, újra és újra felolvasta nekem, a vége felé mindig megakadt a hangja, és hosszú szünetet tartott, hogy megkeresse a zsebkendőjét, és kifújja az orrát. Apámat a maga részéről annyira magával ragadta az első csoport, hogy ezekből a fejezetekből gyerekdarabot írt Toad of Toad Hall címen. Ebbe a darabba csak egyetlen érzelem kúszhat be: a nosztalgia.”

Békát a 38. helyre sorolta a Book Magazine „100 legjobb karakter a szépirodalomban” listájában.

## Adaptációk

### Színpadi
- Toad of Toad Hall, Alan Alexander Milne, 1929-ben készült, amikor a regényt 31. alkalommal nyomtatták újra.
- Wind in the Willows, 1985-ös Broadway-musical Jane Iredale forgatókönyvével, Roger McGough szövegével, William P. Perry zenéjével, és Nathan Lane főszereplésével.
- Alan Bennett The Wind in the Willows című filmje, amelyet 1990 decemberében mutattak be a londoni Nemzeti Színházban.
- Vera Morris: Mr. Toad's Mad Adventures.
- Wind in the Willows (nemzeti turné), Ian Billings.
- The Wind in the Willows, két színpadi adaptáció – teljes zenei adaptáció és egy rövidebb, színpadi játékváltozat David Goodersontól.[16]
- The Wind in the Willows, Scot Copeland és Paul Carrol Binkley zenés színházi adaptációja.[17]
- The Wind in the Willows musical két felvonásban Andrew Gordon adaptációjában az Olympia Family Theatre számára (2012).[18]
- The Wind in the Willows, 2016-os musical (George Stiles, Anthony Drewe, Julian Fellowes) amelyet a Theatre Royal Plymouthban mutattak be, majd a salfordi The Lowryban és a londoni Palladiumban.[19]
- Michael Whitmore adaptációja a Quantum Theatre számára (2019), Gideon Escott zenéjével és Jessica Selous dalszövegeivel.
- The Wind in the Willows, német gyermekopera két felvonásban a Staatstheater Kassel megbízásából (2021).[20]

### Mozifilmek
- Ichabod és Mr. Toad kalandjai, 1949-es rajzfilm, amelyet a Walt Disney Animation Studios készített az RKO Pictures számára, narrátora Basil Rathbone. Az animációs film egyik fele a nem kapcsolódó novellán, az Álmosvölgy legendáján alapult.
- The Wind in the Willows, 1996-os élőszereplős film, amelyet Terry Jones írt és rendezett (magyar címe Békavári uraság).
- 2003-ban Guillermo del Toro egy Disney-adaptáción dolgozott, élő szereplők és CGI animáció keverésével. A Disney azonban olyan mértékben akarta átiratni a cselekményt (például Béka egy gördeszkás menő csávó kellett volna legyen), hogy a rendezőnek elege lett és otthagyta a projektet, az pedig végül sosem készült el.[21]

### Televízió
- Toad of Toad Hall, a regény első élőszereplős adaptációja Michael Barry készítésében; 1946-ban mutatták be.
- The Wind in the Willows, 1969-es tévésorozat, amelyet az Anglia Television készített, John Worsley művész állóképeivel.
- The Reluctant Dragon & Mr. Toad Show, egy 1970–1971-es tévésorozat, amelyet a Rankin/Bass Productions készített és a Mushi Production animált.
- The Wind in the Willows, 1983-ban készült animációs tévéfilm stop-motion animációs bábokkal.
- The Wind in the Willows, a fentebbit követő tévésorozat 1984 és 1990 között, ugyanazokat a díszleteket és szereplőket használva többnyire eredeti cselekményekben (vagyis nem követte a könyvet). Ebből a sorozatból készült egy másik tévéfilm és egy spinoff sorozat is.
- The Wind in the Willows, egy 1985/1987-es animációs zenés tévéfilm televíziós verziója, a Rankin/Bass Productions készítésében és a Wang Film Productions animációjával. Ez a verzió nagyon hű volt a könyvhöz, és számos eredeti dalt tartalmazott.[22]
- Wind in the Willows, 1988-as animációs tévéfilm, amelyet a Burbank Films Australia készített Leonard Lee adaptációja alapján.
- The Adventures of Mole, 1995-ös animációs tévéfilm.
- The Wind in the Willows, 1995-ös animációs tévéfilm Vanessa Redgrave narrációjával (az élőszereplős jelenetekben); ezt követte a The Willows in Winter könyv adaptációja, amelyet a mára megszűnt londoni Television Cartoons készített.[23]
- The Wind in the Willows, 1999-ben készült cseh animációs sorozat.
- The Wind in the Willows, 2006-os élőszereplős tévéfilm.

### Websorozat
- 2014-ben a Classic Alice hat epizódban idézte fel a könyv cselekményét Classic Alice főszereplésével.

### Rádiójátékok
A BBC számos rádiós produkciót közvetített. A dramatizálások közé tartozik:
- Nyolc epizód 1955. áprilisában, BBC Home Service.
- Epizódok 1965. szeptember-novemberében, BBC Home Service.
- Toad of Toad Hall című 90 perces játék Alan Alexander Milne dramatizálásában (1973), BBC Radio 4.
- Hat epizód 1983. április-júniusában, BBC Schools Radio.
- Hat epizód 1994. február-márciusában, BBC Radio 5.
- Két órás darab Alan Bennett dramatizálásában (1994), BBC Radio 4.

### Folytatások és spinoffok
- Jan Needle Wild Wood című műve 1981-ben jelent meg William Rushton illusztrációival, és a könyv történetének újramondása a Vad Erdő lakóinak szemszögéből. Ezek nem gazdag és előkelő családokból származnak, így egészen másképp látják Béka és barátai hanyag, tékozló életmódját.
- Dixon Scott A Fresh Wind in the Willows című könyve 1983-ban jelent meg.
- William Horwood több folytatást is írt az eredeti könyvhöz: The Willows in Winter, Toad Triumphant, The Willows and Beyond és The Willows at Christmas (1999). Ezek a könyvek Scott könyvéből is átvesznek néhány mozzanatot, beleértve azt a csúcspontot, amikor Béka ellop egy Blériot repülőgépet.
- Jacqueline Kelly folytatása, a Return to the Willows 2012-ben jelent meg.
- Kij Johnson 2017-ben adta ki a The River Bank című könyvet, amelyben hölgy szereplőket is hozzáad a cselekményhez, és összhangba hozza a klasszikus mesét a 21. századi értékekkel és érzékenységgel.
- Frederick Thurber In the Wake of the Willows műve (2019) Amerikába, Új-Anglia déli részére helyezi a cselekményt.
- Dina Gregory 2020-ban egy hölgy főszereplőkkel rendelkező adaptációt készített. A történet nagyon ragaszkodik az eredetihez, de Lady Toad, Mistress Badger, Miss Water Rat és Mrs Mole szerepel benne.[24]

## A popkultúrában

### Zene
- A Pink Floyd pszichedelikus rockegyüttes első albumát, a The Piper at the Gates of Dawn (1967) lemezt Syd Barrett a The Wind in the Willows hetedik fejezete után nevezte el. Az albumon szereplő dalok azonban nem kapcsolódnak a könyv tartalmához.
- A hetedik fejezet volt az alapja Van Morrison ír énekes-dalszerző 1997-es Piper at the Gates of Dawn számának a The Healing Game című albumról.
- A Piper at the Gates of Dawn kifejezés (vagy arra alapuló szójátékok) megjelennek az Iron Maiden metálegyüttes The Wicker Man dalában, a Cradle of Filth metálegyüttes Snake-Eyed and the Venomous című dalában, a Power Flower Stevie Wonder-dalban, és Klaus Schulze Three Pipers at the Gates of Dawn albumán.
- 1991-ben a Tower of Power készített egy Mr. Toad's Wild Ride instrumentális számot, amely Monster on a Leash albumukon jelent meg.
- 2002-ben Paul Oakenfold készített egy trance kompozíciót a történethez, amelyet a Galaxy FM Urban Soundtracks műsorában adtak le.
- 2007-ben John Frith egy fantáziát írt Wind in the Willows címmel fuvolára, oboára, klarinétra és fagottra.
- Johan de Meij holland zeneszerző négy tételes zeneművet írt koncertzenekar számára a The Wind in the Willows alapján.
- Az amerikai poszt-hardcore La Dispute feldolgozta a könyv első fejezetét a Seven című dalban, Here, Hear II EP-jén.

### Egyéb
- Mr. Toad's Wild Ride a neve egy attrakciónak az anaheimi Disneylandben.
- 2016-ban Adrian Greenwood történészt otthonában megkínozta és meggyilkolta egy tolvaj, aki egy ritka, 1908-as első kiadású könyvet akart eltulajdonítani, amely Greenwood birtokában volt. A könyv később a bűnügyi nyomozás részeként került elő. A bűntényről a Channel 4 dokumentumfilmet készített, amelynek címe Catching a Killer: The Wind in the Willows Murder.[25][26]
- A Simpson család 1998-as Lisa Gets an A epizódjában Lisa elmulasztja kiolvasni a könyvet, ezért egy pop-kvízen csalnia kell.
- A Fecsegő tipegők 1992-es The Santa Experience epizódjában Chaz megemlíti, hogy gyerekkorukban ő játszotta a főszerepet a Wind in the Willows című darabban az iskolában. Drew megjegyzi, hogy Chaz csak egy fát játszott.

## Fordítás
- Ez a szócikk részben vagy egészben  a   The Wind in the Willows című angol Wikipédia-szócikk ezen változatának fordításán alapul.  Az eredeti cikk szerkesztőit annak laptörténete sorolja fel. Ez a jelzés csupán a megfogalmazás eredetét és a szerzői jogokat jelzi, nem szolgál a cikkben szereplő információk forrásmegjelöléseként.

## Külső hivatkozások
- Eredeti kéziratok, könyvek és rajzok. Bodleian Library
- Képek és dalrészletek az amerikai színpadi produkcióból